# Obóz w Beauregard
Obóz w Beauregard (ros. Лагерь Боригар) – sowiecki obóz przejściowy dla obywateli ZSRR we Francji po zakończeniu II wojny światowej.
Pod koniec 1944 r. na terytorium Francji znajdowało się ponad 120 tys. obywateli ZSRR – „wschodnich” robotników przymusowych (ostarbeiterów), jeńców wojennych z kolaboracyjnych oddziałów wojskowych w służbie niemieckiej, ale także b. partyzantów (maquis), którzy najczęściej byli dezerterami z wojsk niemieckich. Początkowo zgromadzono ich wraz z innymi uchodźcami w obozach przejściowych dla tzw. dipisów (ang. Displaced Persons of United Nations). Po konferencji jałtańskiej w I poł. lutego 1945 r., na której przywódcy Wielkiej Brytanii, USA i ZSRR podjęli decyzję o przeprowadzeniu repatriacji obywateli sowieckich, zaczęto ich rejestrować i przenosić do specjalnie dla nich przeznaczonych obozów. Ze strony sowieckiej miał się tym zająć Zarząd Pełnomocnika Rady Komisarzy Ludowych ZSRR ds. Repatriacji Obywateli ZSRR z Niemiec i Krajów Okupowanych, na czele którego stanął gen. płk Filip I. Golikow. Jego przedstawicielem we Francji był gen. mjr Wasilij N. Dragun. 
W listopadzie 1944 r. w Paryżu rozpoczęła działalność Misja Repatriacyjna ZSRR we Francji. Podlegało jej ponad 130 obozów repatriacyjnych w całym kraju (większość z nich istniała krótko). Najbardziej znanym i najważniejszym spośród nich był obóz w Beauregard en Sein-et-Oise pod Paryżem, utworzony w miejscu dawnego niemieckiego obozu przeznaczonego dla członków RAD. Obok obozu znajdowało się lotnisko, z którego sowieckie samoloty przewoziły najważniejszych repatriantów do ZSRR. Cały obszar był eksterytorialny, chociaż nie podpisano żadnej formalnej umowy. Kadrę obozu stanowili funkcjonariusze NKWD. Francuzi w ogóle nie ingerowali w życie obozu, stąd Sowieci mieli wolną rękę w swoich działaniach. Na teren obozu sprowadzano, czasami siłą, nie tylko te osoby, które posiadały obywatelstwo ZSRR, ale też białych emigrantów rosyjskich. Ponadto władze francuskie, jako jedyne spośród aliantów, uznały za obywateli Związku Sowieckiego Polaków i przedstawicieli innych narodów, zamieszkujących po 17 września 1939 r. wschodnie obszary Polski. Jedną z najważniejszych osób, która trafiła do obozu, był gen. mjr Wiktor I. Malcew, dowódca Wojsk lotniczych Sił Zbrojnych Komitetu Wyzwolenia Narodów Rosji. Próbował on dokonać samobójstwa, ale został odratowany i przewieziony specjalnym samolotem do Moskwy. 
Do 1 października 1946 r. Francję opuściło ponad 100 tys. repatriantów. W tej sytuacji jedynym obozem na terytorium francuskim pozostał obóz w Beauregard en Sein-et-Oise. 14 listopada 1947 r. obszar obozu otoczyło ok. 2 tys. francuskich żandarmów wspartych 4 przestarzałymi czołgami FT-17. Było to związane z incydentem dotyczącym małżeństwa Białych Rosjan o nazwisku Speczynski, którzy rozwiedli się. Sąd przyznał prawo opieki na ich 3 córkami ojcu, który nie zamierzał powracać do ZSRR, w odróżnieniu od żony. Dziewczynki zniknęły, a francuska policja wyśledziła, że znalazły się z matką w sowieckim obozie. Ponieważ Sowieci nie wpuszczali Francuzów na jego teren, trzeba było użyć siły. W rzeczywistości incydent ten posłużył władzom francuskim jako pretekst do zlikwidowania obozu.